# 智生元
智生元（1914年—1975年10月24日），男，山西定襄人，中华人民共和国军事人物，中国人民解放军少将，曾任山西省军区副政治委员。
1934年秋加入中国共产党。曾担任中共定襄县工委组织委员、中共冀晋二地委组织部部长等职，并在正太战役中参与接管阳泉的战斗。1947年5月4日任阳泉市人民政府市长，1947年9月卸任。此后担任中国人民解放军第六十六军政治部主任、中国人民解放军北京军区军事法院院长、中国人民解放军山西省军区政治委员等职。1975年10月24日逝世于山西太原。:1382-1383:572-573:1122:561-562